# Marco Campogiani
Marco Campogiani (Minturno, 18 agosto 1969) è un regista, sceneggiatore e scrittore italiano.

## Biografia
Nato nel Lazio, ultimo di quattro figli, rimane presto orfano del padre. Cresce a Urbino con la madre e i fratelli.  
Successivamente, torna nel Lazio dove si laurea in filosofia a Roma con una tesi sul pensiero hegeliano. Ottiene anche un dottorato in filosofia del linguaggio.
Dopo essersi interessato al mondo della sceneggiatura, scrive due soggetti, con i quali partecipa al Premio Solinas. Sia nel 2001 che nel 2004 risulta tra i finalisti del premio.
Sviluppa uno dei due soggetti premiati che si trasforma nel 2006 nel film Liscio, che ha valso a Laura Morante, già premiata nel 2001 e nominata nel 2003, una ulteriore candidatura al David di Donatello per la migliore attrice protagonista.
Nel 2009 si lancia in prima persona anche nella regia oltre che nella sceneggiatura, dirigendo le riprese del film La cosa giusta con Ennio Fantastichini e Paolo Briguglia.
Dopo essersi cimentato nella regia, torna alla dimensione più individuale della scrittura e pubblica un romanzo sui temi dell'adolescenza e della libertà di espressione intitolato Smalltown boy che arriva tra i finalisti del Premio letterario nazionale Italo Calvino.

## Filmografia

### Regista

#### Cinema
- La cosa giusta (2009)

### Sceneggiatore

#### Cinema
- La cosa giusta (2009)
- Liscio (2006)

#### Cortometraggi
- Il prezzo dell'attesa (2004)

#### Televisione
- Teatro del silenzio

## Opere

### Romanzi
- Smalltown boy (2013)

### Saggi
- Hegel e il linguaggio (2006)

## Riconoscimenti
- Premio Italo Calvino
  - 2012 - finalista della XXVI edizione per Smalltown Boy[3]

- Roseto opera prima
  - 2010 - candidato al premio per La Cosa Giusta
- Sudestival
  - 2010 - Premio del pubblico per La Cosa Giusta[4]

- Sarzana FilmDocFest
  - 2010 - Premio "Banca Versilia Lunigiana e Garfagnana" Migliore Opera Prima per Liscio[5]

- Nastri d'argento
  - 2007 - Candidatura migliore canzone originale del film Liscio
- David di Donatello
  - 2007 – Candidatura migliore attrice protagonista a Laura Morante nel film Liscio

- Premio Alice nella città
  - 2006 - Miglior film nella sezione K_12 per Liscio[6]

- Premio Solinas
  - 2004 - Storie Finaliste con "Due Mari"
  - 2001 - Borsa di scrittura con "Liscio"